# Tmesisternus oblongus
Tmesisternus oblongus es una especie de escarabajo del género Tmesisternus, familia Cerambycidae. Fue descrita científicamente por Boisduval en 1835.
Habita en Papúa Nueva Guinea y Nueva Guinea Occidental. Esta especie mide 8-18 mm.